# Kanton Auch-Sud-Ouest
Kanton Auch-Sud-Ouest (fr. Canton d'Auch-Sud-Ouest) je francouzský kanton v departementu Gers v regionu Midi-Pyrénées. Skládá se z osmi obcí.

## Obce kantonu
- Auch (jihozápadní část)
- Barran
- Le Brouilh-Monbert
- Durban
- Lasséran
- Lasseube-Propre
- Pavie
- Saint-Jean-le-Comtal